# Lidija Liepiņa
Lidija Liepiņa ( pronunciación en letón: /ˈli.di.ja ˈli͡ɛ.pi.ɲa/, en ruso: Лидия Карловна Лепинь  ; 4 de abril de 1891 - 4 de septiembre de 1985) fue una fisicoquímica letona, académica de la Academia de Ciencias de la RSS de Letonia, profesora y una de las primeras mujeres en recibir un doctorado en química en la URSS.
Sus intereses de investigación abarcan varias áreas de la química física y coloidal. La mayor parte de sus trabajos están dedicados al estudio del mecanismo de los procesos que tienen lugar en la interfaz entre un sólido y el medio ambiente. Se dedicó a estudiar la adsorción, diversos fenómenos de superficie, procesos de corrosión y formación de hidruros
Ha recibido numerosos premios por sus contribuciones a la investigación, entre ellos la incorporación a la Academia de Ciencias de Letonia, Héroe del Trabajo Socialista, la Orden de Lenin, la Orden de la Bandera Roja del Trabajo y la Medalla "Por el trabajo valiente en la Gran Guerra Patria 1941– 1945".

## Biografía
Lidija Liepiņa nació el 4 de abril (22 de marzo O.S.) de 1891 en San Petersburgo, Rusia, de padre letón, Karl Ivanovich Lepin (Kārlis Liepiņš)(1864-1942), y madre rusa, Ekaterina Alekseevna Shelkovskaya (1867-1956). Karl Lepin se graduó en el Instituto Forestal de San Petersburgo y trabajó en los bosques de la Gobernación de Livonia y luego en las provincias de Novgorod. Últimamente, dirigió las fincas del príncipe Vasili Vasílievich Golitsyn. Lidija pasó su infancia en Bolshiye Vyazyomy, un asentamiento de tipo urbano en el óblast de Moscú, Rusia, donde hoy se encuentra el museo de Alexander Pushkin. En verano, su padre la enviaba con sus parientes a Letonia.
En 1902, según los resultados de su examen de ingreso, ingresó en el segundo nivel del Gymnasium Femenino Privado de Lubov Rzhevskaya y luego se graduó en 1908 con una medalla de oro por su excelencia académica. En 1908 se suspendió de nuevo la admisión de chicas en las universidades de Rusia. Para ingresar en los Cursos Superiores para Mujeres de Moscú, Liepiņa tuvo que completar el octavo nivel del gymnasium y recibir el título de "tutora de casa". Terminó sus estudios el 30 de mayo de 1909 y recibió el título de "tutora a domicilio de lengua y literatura rusas, matemáticas y francés". Al mismo tiempo, ingresó en el departamento de física y matemáticas de los Cursos Superiores Femeninos de Moscú (después de la Revolución de Octubre, la Universidad Estatal de Tecnologías Químicas Finas de Moscú, que lleva el nombre de M.V. Lomonosov). Estos cursos eran impartidos por destacados químicos como Nikolay Zelinsky, Sergey Namyotkin (química orgánica), Alexander Reformatsky (química inorgánica y analítica), Sergey Krapivin (química física). De acuerdo con las normas impuestas por el Ministerio de Educación Pública de la época, las muchachas solteras debían presentar el permiso de sus padres para ingresar en los cursos. Lidija tuvo mucha suerte porque su padre no tenía nada en contra de su educación, mientras que muchas chicas de su edad tenían que discutir con sus familias, que no entendían su deseo de seguir estudiando.
La elección de una futura profesión fue difícil para Lidija porque, durante el periodo de su ingreso en los cursos de ciencias, empezó a dedicarse a la música. Citando el ejemplo de Alexander Borodin, que era a la vez científico y músico, ella también iba a ingresar en el conservatorio de Moscú para ser pianista. La elección final sobre la profesión no fue hecha por Lidija, así que durante unos años estudió ambas cosas antes de elegir finalmente la química en lugar de la música, aunque era una hábil pianista.
Por razones desconocidas, Lidija perdió el curso escolar de 1914 y volvió a estudiar en septiembre de 1915.
Lidija tuvo su primera experiencia científica en un laboratorio militar de campaña en el Frente Occidental. Este laboratorio se organizó en el otoño de 1915 y estaba dirigido por el famoso químico físico, el profesor Nikolay Shilov. El laboratorio se encontraba en un vagón de tren. Los empleados investigaban la calidad de las máscaras antigás, en particular, los procesos y la eficacia de la absorción de los gases por el carbón activado. Según la memoria de Lidija, una vez el laboratorio recibió la orden de investigar la acción del tabaco azteca como adsorbente contra el cloro. Esta orden fue descifrada como una provocación de los alemanes. Además, en el laboratorio se realizaron trabajos analíticos, por ejemplo, establecer la composición de las sustancias utilizadas por los alemanes. El laboratorio estaba bien equipado y después de la revolución fue trasladado a la Universidad Estatal Agraria de Rusia. A Lidija y Nikolay Shilov se les atribuye la creación de la primera máscara antigás rusa, aunque antes de su trabajo existían prototipos de mala calidad. Más tarde, hacia 1919, ella publicaría sus notas sobre sus trabajos, que denominó "Teoría de la adsorción dinámica".
El 29 de septiembre de 1917, Lidija Lepina se graduó en los Cursos Superiores para Mujeres de Moscú con un diploma de primer grado. Su tesis estaba dedicada a la descomposición catalítica de las grasas con ácidos sulfonafténicos. Aunque Sergey Namyotkin figuraba como director de este trabajo, en realidad lo dirigía Nikolay Shilov.
En noviembre de 1917 aprobó un examen de aptitud que le permitió trabajar en instituciones de investigación, así como enseñar en centros de enseñanza superior. Posteriormente, comenzó a enseñar química analítica e inorgánica en la Universidad Rusa de Economía de Plekhanov. En 1920, Liepiņa también comenzó a enseñar en la Escuela Técnica Superior de Moscú (Universidad Técnica Estatal Bauman de Moscú). Fue la primera mujer profesora de esta escuela. A lo largo de la vida de Lidjia, su criterio de éxito no fueron los cargos oficiales que recibió, sino sus ideas y publicaciones científicas. Su primer trabajo - el artículo sobre la adsorción, que realizó junto con Nikolay Shilov, fue publicado en Rusia en 1919 y en alemán en 1920. Otro trabajo conjunto que la propia Lidija consideró significativo fue el estudio de los potenciales de electrodos que se realizó en 1923-1924.
Entre octubre de 1922 y febrero de 1923, realizó varios viajes a Alemania para trabajar en los laboratorios de los mayores científicos de la época. También visitó los laboratorios de los premios Nobel Fritz Haber, Wolfgang Ostwald y otros destacados químicos. En 1929, en el laboratorio de Max Bodenstein de la Universidad de Berlín, completó una serie de trabajos sobre la síntesis y el estudio de las propiedades de los compuestos inorgánicos de nitrógeno sin oxígeno. Durante este viaje conoció al premio Nobel Walther Nernst.
En 1930, dejó su puesto en la Universidad Rusa de Economía Plekhanov y consiguió un nuevo trabajo en el Instituto Químico de Investigación Ruso de la Universidad Estatal de Moscú. En este instituto realizó trabajos en el campo del fenómeno de la distribución de solutos entre dos disolventes. Liepiņa se incorporó a la nueva Academia Militar de Protección Química en 1932, donde se convirtió en jefa del departamento de química de coloides. En 1934 recibió el título de catedrática, siendo la primera mujer a la que se le concedía una cátedra, y en 1937 el Presidium del Soviet Supremo le otorgó el título de doctora en ciencias sin defender una tesis. Fue uno de los primeros títulos de doctorado en química del país concedidos a una mujer. En 1938, trabajó en el campo de la química coloidal y estudió los fenómenos de superficie.
Al comienzo de la Gran Guerra Patriótica, Lidija Liepiņa trabajaba en la Facultad de Química de la Universidad Estatal de Moscú. Aunque la universidad fue oficialmente evacuada en el verano de 1941 debido a la Segunda Guerra Mundial, se siguieron impartiendo clases y llegó gente nueva a la universidad en lugar de los profesores y estudiantes que se fueron a luchar en el frente. En el invierno de 1941, las clases se impartían en salas sin calefacción y todos los que podían estaban de guardia en los tejados y áticos de los edificios universitarios, salvándolos de las bombas incendiarias. En 1941-1943, fue jefa del Departamento de Química General, y en 1942, durante algún tiempo, fue jefa del Departamento de Química Inorgánica. El Departamento de Química General se encargó de organizar la producción de diversas sustancias especiales necesarias para el frente. Bajo la dirección de Liepiņa, se desarrolló un método industrial para la producción de una de las variedades de gel de sílice activo: una sustancia que se utilizaba para la decoloración y purificación del queroseno, aceites y disolventes orgánicos. Se ha utilizado ampliamente en las industrias químicas para la absorción de vapor de agua y como portador de catalizadores. Se fabricaron unos 300 kilogramos de este compuesto directamente en el laboratorio de la universidad. Al mismo tiempo, el departamento completó con éxito los trabajos de búsqueda de materias primas de madera no deficientes para obtener agentes espumantes utilizados en la extinción de incendios. Se estableció la producción de agentes espumantes a partir de alcohol metílico. En el Departamento de Química General, siguiendo las instrucciones del Comisariado del Pueblo para la Defensa, se elaboró una receta para la preparación de sustancias explosivas y altamente inflamables, y se recopiló documentación sobre su uso. Por todo su trabajo durante la Gran Guerra Patria, fue galardonada con la Medalla al Trabajo Valiente en la Gran Guerra Patria.
Sus investigaciones sobre la corrosión empezaron por la misma época. Según el estudiante de Lidija, Janis Stradins, "esto fue causado por la solución de problemas prácticos en la protección de los aviones de la corrosión, la búsqueda de inhibidores eficaces. Así, la solución del problema de la defensa y por segunda vez en su vida llevó a Lidija Liepiņa a una nueva dirección: tras el final de la guerra estaba destinada a convertirse en la fundadora de la escuela de corrosionistas de Riga".
En 1945, a Lidija se le ofreció un puesto en la Universidad de Letonia. Hasta finales de 1946 compaginó su trabajo en Moscú y Riga, y en 1946 se trasladó finalmente a Riga aceptando el puesto de profesora en el Departamento de Química Física. En agosto de 1945, la profesora Liepiņa recibió una pensión académica por sus méritos en el campo de la ciencia química por valor de 300 rublos (56,6 dólares).
El 1 de julio de 1946, Lidija Liepiņa también comenzó a trabajar en el Instituto de Química de la Academia de Ciencias de la RSS de Letonia (más tarde llamado Instituto de Química Inorgánica de la Academia de Ciencias de la RSS de Letonia ). En el periodo comprendido entre 1946 y 1958 fue subdirectora del instituto, directora del mismo entre 1958 y 1959 y jefa del Laboratorio de Química Física en 1959-1960. Desde 1960 era investigadora principal en el mismo instituto.
A principios de la década de 1950, Lidija había publicado más de 60 artículos científicos, y en 1951 se convirtió en la primera de las químicas letonas elegida como académica de la Academia de Ciencias de la República Socialista Soviética de Letonia. Trabajó en la Universidad de Letonia hasta 1958, luego consiguió un trabajo en la Universidad Técnica de Riga donde creó el Departamento de Química Física.
En 1960, Liepiņa recibió la Orden de la Bandera Roja del Trabajo por muchos años de actividad científica y pedagógica. En 1962, fue honrada por el Consejo Supremo de la República Socialista Soviética de Letonia. En 1965, se le concedió el título de Héroe del Trabajo Socialista con la medalla de oro "Hoz y martillo" y la Orden de Lenin.
Durante todos los años de su fructífera actividad, Lidija viajó muchas veces al extranjero para participar en conferencias y congresos internacionales de químicos en Alemania, Inglaterra e Italia. Al final de su carrera, había escrito o coescrito más de 210 artículos científicos, y en 1971 recibió un diploma especial del Ministerio de Educación Superior y Secundaria.
En 1972 se jubiló y se quedó a vivir con su hermana en Riga. Lidija Liepiņa murió en Riga el 4 de septiembre de 1985, en Riga a la edad de 94 años. Fue enterrada en el cementerio First Forest de Riga después de un funeral de estado al que asistieron oficiales superiores de las Fuerzas Armadas soviéticas y científicos.
Se instaló una placa conmemorativa en Riga, en la casa No.5 en la calle Terbatas, donde Lidija Liepina vivió desde 1945 hasta 1985.

## Trabajo científico

### Adsorción
La mayoría de los primeros trabajos científicos de Lidija Liepiņa se realizaron en colaboración con Nikolay Shilov. Los trabajos de su laboratorio de primera línea tuvieron una importancia tanto práctica como teórica. Permitieron formular las principales disposiciones de la teoría de la acción de la máscara antigás, y más tarde mejorar el diseño de la máscara de gas de carbón activado de Kummant-Zelinsky. Además, se formularon las principales regularidades de la sorción de gases por el carbón vegetal de la corriente de aire y se propuso el mecanismo de este proceso; también se encontró la primera expresión cuantitativa de su dinámica, que relacionaba la eficacia de la máscara de gas con el grosor de la capa sorbente. Debido a su importancia defensiva, estos datos no se publicaron hasta 12 años más tarde, en 1929, en el Journal of the Russian Physicochemical Society. Los patrones revelados constituyeron la base de la teoría de los dispositivos de filtración y de la teoría de la cromatografía. El primer artículo científico de Liepiņa "Adsorción de electrolitos y fuerzas moleculares" se publicó en 1919 en el "Boletín de la Sociedad Fisicoquímica Lomonosov". El trabajo estaba dedicado a la adsorción de soluciones sobre carbón activado y estaba asociado a las investigaciones del mismo laboratorio de primera línea. Al mismo tiempo, Lidija realizó un pequeño trabajo sobre la adsorción del colesterol en el carbón vegetal. El estudio estaba asociado al problema de la génesis de la aterosclerosis y a los intentos de establecer el papel del colesterol en ella.

### Estudios de fenómenos superficiales y de corrosión
Lidija Karlovna Liepiņa relacionó el inicio de su actividad científica independiente con el laboratorio de síntesis inorgánica de la Universidad Técnica Estatal de Moscú, que surgió en 1926-1927. Desde 1933, el tema principal de sus investigaciones fue la síntesis y el estudio de la estructura de los compuestos complejos. En 1932, Liepiņa realizó una serie de trabajos relativos a la distribución de solutos entre dos disolventes.
A finales de los años 30 y principios de los 40 se realizaron una serie de estudios sobre el mecanismo de coagulación de los soles hidrofóbicos con mezclas de electrolitos.
Las investigaciones sobre las reacciones superficiales continuaron con el estudio de los fenómenos de corrosión. En 1938, en uno de sus trabajos, Lidija Liepiņa sugirió que la pasivación de los metales y la escasa solubilidad de los metales nobles se explican precisamente por la formación de compuestos superficiales.
Lidija comenzó a estudiar la corrosión de cerca durante la Gran Guerra Patriótica. La necesidad de resolver problemas prácticos para proteger los aviones de la corrosión así lo exigía. Tras el final de la guerra, Liepiņa se convirtió en la fundadora de la escuela de corrosionistas de Riga. También se dedicó a establecer las leyes de la corrosión a temperaturas elevadas y a estudiar las propiedades de los revestimientos protectores. Descubrió cómo afectan los factores coloidales-químicos a la inhibición de los procesos de corrosión de los metales y estableció patrones cinéticos durante la oxidación de los metales en soluciones.
Su equipo de investigación en el Instituto de Química Inorgánica de la Academia de Ciencias de la RSS de Letonia elaboró recomendaciones sobre la protección de las estructuras metálicas contra la corrosión, que se utilizaron en la construcción de las centrales hidroeléctricas de Pļaviņas y Riga. Antes de pintar el metal, se utilizaron convertidores de óxido en lugar de la limpieza mecánica del mismo. Estos estudios fueron galardonados con el Premio Estatal de la RSS de Letonia en 1970.

### Estudios de las reacciones de los metales con el agua
Una parte importante de los trabajos de Liepiņa versa sobre el mecanismo de las reacciones entre los metales y el agua. En el curso de sus investigaciones, se formuló la teoría de los hidruros (1955-1959), que posteriormente recibió un mayor desarrollo. Según esta teoría, en la primera etapa de la reacción entre el metal y el agua se forman hidruros metálicos inestables, que posteriormente se transforman en hidróxidos.

## Trabajos seleccionados
Liepiņa publicó tanto en la URSS como en Letonia. A lo largo de la década de 1950, publicó numerosos artículos en las Actas de la Academia de Ciencias de Letonia. Algunos de sus trabajos son:
- Heuser, Emil; Liepiņa, Lidija; Šilov, Nikolaj Aleksandrovič (1923). Himiâ cellûlozy (en ruso). Moskva: Izdanie tehniko-èkonomič. soveta bumažnoj promyšlennosti.
- Лепинь, Лидия Карловна; Шилов, Николай Александрович; Вознесенским, Лидия Карловна (1929). «К вопросу об адсорбции постороннего газа из тока воздуха». Журнал Русского физ.-хим. (en ruso) (Часть химическая) 61 (7).
- Лепинь, Л. К. (1932). Неорганический синтез. Введение в препаративную неорганическую химию (en ruso). Москва: Гос. хим.-техн. изд-во. Archivado desde el original el 16 de noviembre de 2022. Consultado el 16 de noviembre de 2022.
- Лепинь, Лидия Карловна (1940). «Поверхностные соединения и поверхностные химические реакции». Успехи химии (en ruso) 9 (5).
- Лепинь, Лидия Карловна (1949). «Коллоидно-химические явления на поверхности металлов и торможении коррозии в солевых растворах. Сообщ.». Известия АН Латвийской ССР (en ruso) 11: 1-16.
- Лепинь, Лидия Карловна (1954). «О кинетике взаимодействия металлов с водой». Доклады АН СССР (en ruso) 99 (1).

## Premios y títulos
- El título de Héroe del Trabajo Socialista, con la entrega de la Orden de Lenin y la medalla de oro de la Hoz y el Martillo (1965).
- La Orden de la Bandera Roja del Trabajo (1960).
- Medalla "Por el Valiente Trabajo en la Gran Guerra Patria".
- Premio estatal de la República Socialista Soviética de Letonia a la investigación en el campo de la corrosión (1970).
- Diploma del Ministerio de Educación Superior y Secundaria (1971).
- Certificado de honor "Por los méritos y el desarrollo de la cromatografía en beneficio de la humanidad" del Consejo Científico de Cromatografía de la Academia de Ciencias de la URSS.
- Premios del Presidium de la Academia de Ciencias de la RSS de Letonia (1967, 1972, 1973, 1979).